# Isabelle de Steiger
Isabelle de Steiger (née Isabelle Lace le 28 février 1836 à Liverpool et décédée le 1er janvier 1927 à Rockferry dans le Cheshire) était une peintre, théosophe et alchimiste anglaise.

## Biographie
Isabelle Lace était la fille de Joshua Lace, un avocat de Liverpool. Elle suivit une scolarité de jeune femme de la bonne société dans cette ville puis à Stratford-upon-Avon. En 1861, elle épousa un marchand suisse de coton, Rudolf Adolf von Steiger von Riggesberg. Les époux se partagèrent d'abord entre la Grande-Bretagne et la Suisse puis s'installèrent, pour des raisons professionnelles, en Égypte. Là, le mari décéda de la tuberculose en 1870.
Isabelle de Steiger revint au Royaume-Uni en 1874 et entreprit des études artistiques à la très réputée Slade School of Fine Art. Après avoir obtenu son diplôme, elle entama une carrière de peintre professionnel relativement mineur. Elle exposa dans diverses galeries dont la Royal Academy de Londres et la Walker Art Gallery de Liverpool. Son style est à rapprocher de celui de Lawrence Alma-Tadema, dont elle reconnaissait ouvertement qu'elle s'inspirait pour ses tableaux à thème historique comme son célèbre Cleopatra after the Battle of Actium. Elle était aussi connue pour ses représentations de fleurs et ses illustrations de livres.
Elle illustra ainsi le magazine occultiste The Unknown World (1894-1895) de A. E. Waite. Dès la fin des années 1870 et le début des années 1880, Isabelle de Steiger s'était rapprochée de la théosophie. Elle adhéra à la société théosophique britannique en 1878. Elle entra ainsi en contact avec Madame Blavatsky, Mabel Collins ou Anna Kingsford qu'elle avait rencontrée dès 1879. Elle adhéra d'ailleurs à l'Hermetic Society de cette dernière. Elle devint aussi membre de la Society for Psychical Research. Elle fut surtout proche de l'alchimiste Mary Anne Atwood. Après avoir adhéré à l'Ordre hermétique de l'Aube dorée en 1888, elle y défendit ardemment les travaux alchimiques d'Atwood. Ses propres publications furent très marquées par l'alchimie. À la mort d'Atwood en 1910, elle réussit à faire rééditer le principal ouvrage de celle-ci : A Suggestive Inquiry into the Hermetic Mystery. Elle fonda aussi en 1912 une Alchemical Society,.
Proche de Waite, elle prit son parti lors de la scission au sein de la Golden Dawn en 1903, le suivant au Saint Ordre de l'aube dorée malgré leurs dissensions au sujet de l'alchimie. Sur la fin de sa vie cependant, elle se rapprocha de l'anthroposophie de Rudolf Steiner,.

## Publications
- On a Gold Basis: A Treatise on Mysticism , 1907. (Réédition par Kessinger Publishing, 2007.  (ISBN 978-0548092095))
- Superhumanity, 1916.
- Memorabilia: reminiscences of a woman artist and writer, 1927.

Comme éditrice :
- Karl von Eckartshausen, The Cloud upon the Sanctuary, 1896. (Réédition par Hays Ltd, 2003.  (ISBN 978-0892540846))
- Mary Anne Atwood, A Suggestive Inquiry into the Hermetic Mystery: With a Dissertation on the More Celebrated of the Alchemical Philosophers Being an Attempt Towards the Recovery of the Ancient Experiment of Nature (éditrice), 1910. (Réédition par Kessinger Publishing, 1999.  (ISBN 978-0766108110))